# Floorball Agents
Floorball Club Amsterdam Agents, vaak Floorball Agents of FB Agents, is een floorballclub uit Amsterdam. De club is opgericht in 2004. Het herenteam van FB Agents komt sinds haar oprichting onafgebroken uit in de Eredivisie. De club organiseert jaarlijks een floorballtoernooi, genaamd Amsterdamned.

## Erelijst Heren
- Landskampioen: 2005/2006, 2006/2007, 2009/2010
- Beker: 2009/2010, 2010/2011
- Stimulo Open: 2009

## Erelijst Dames
- Heren NeFUB Lotto Cup: 2015/2016
- Landskampioen: 2010/2011
- Beker: 2010/2011
- DUZZ tournament: 2007, 2010
- Groningen Floorball Open: 2010

| 2 |

| 1 |

| 1 |

| 3 |

| 2 |

| 1 |

| Eerste Divisie |

| Eerste Divisie |

| 2 |

| 1 |

| 1 |

| 3 |

| 2 |

| 1 |

| Eerste Divisie |

| Eerste Divisie |